# Alois Schumacher
Alois Schumacher, auch Schuhmacher, (* 7. Jänner 1839 in Roßbruck bei St. Martin in Niederösterreich; † 11. März 1910 in der Hinterbrühl in Niederösterreich) war ein bedeutender österreichischer Stadtbaumeister.

## Leben

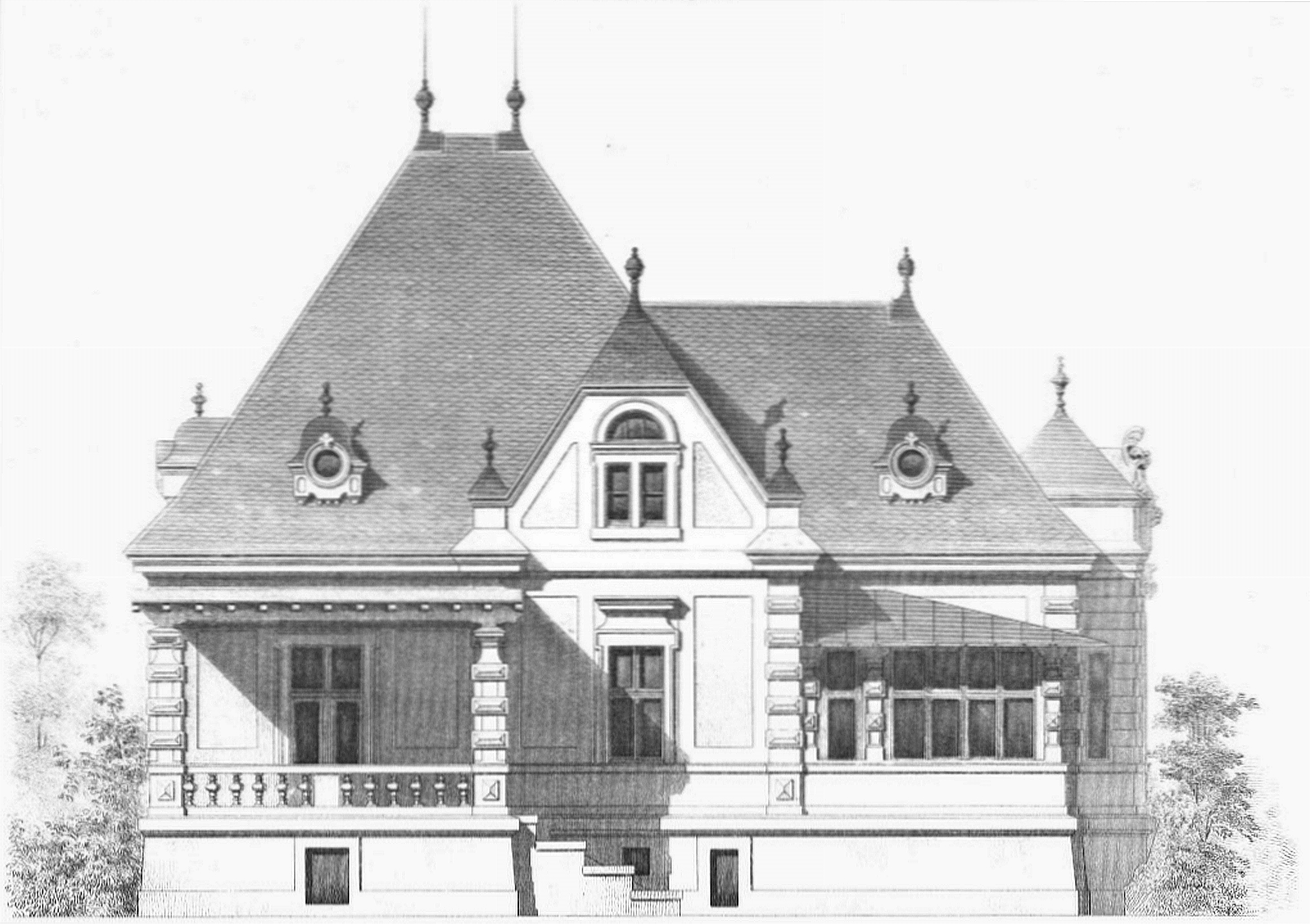
Villa Alois Schumacher in Baden bei Wien, Helenenstraße 49, Gartenfassade. Baumeister: Friedrich Schachner. Baujahr: 1889/90. – Aus: Allgemeine Bauzeitung, 1892

Nach einer Maurerlehre in Budweis besuchte er in Wien ab 1856 die Technische Gewerbeschule. Seine Praxis absolvierte er in dem Architekturbüro Romano & Schwendenwein. In der Zeit von 1872 bis 1903 war er selbständiger Baumeister, wobei er 1874 die Konzession zum Stadtbaumeister in Wien erlangte. Bald wurde er einer der bedeutendsten Baumeister der Ringstraßenära. Vor allem für den öffentlichen Bereich errichtete er mehr als 300 Bauten, wie Gaswerke, Wasserwerke und viele andere kommunale Bauwerke. In Zusammenarbeit mit damals renommierten Architekten, wie Ferdinand Fellner d. J. oder Hermann Helmer, hatte er auch Anteil am Zustandekommen von noch heute bestehenden Bauten, Landmarken und Wahrzeichen.
1891 wurde er Mitglied der Staatsprüfungskommission an der Technischen Hochschule in Wien.
Nach seiner Karriere zog er sich 1903 infolge eines Schlaganfalls aus dem Berufsleben zurück und lebte in seiner Villa in der Hinterbrühl (dem heutigen Verwaltungsgebäudes des SOS-Kinderdorfes), Schumachergasse 2, wo er 1910 auch starb. Sein am 13. März 1910 belegtes Grabmal auf dem Friedhof von Hinterbrühl wurde vom Bildhauer Josef Kassin geschaffen.
Alois Schumachers Witwe, Henriette, verstarb am 12. April 1921, Tochter Paula Bachhofer am 6. April 1937.

## Bauten (Auswahl)
- 1887–1889: Palais Vrints zu Falkenstein mit Ludwig Richter in Wien, die heutige griechische Botschaft
- 1898–1899: Wasserturm Favoriten in Wien
- 1889: Deutsches Volkstheater mit Fellner & Helmer in Wien
- 1896–1899: Gasometer in Wien
- 1899: Fabrikshalle und Kesselhalle in Wien 22, Dr. Otto Neurath-Straße, für die Berliner Union-Elektrizitäts-Gesellschaft (Industriehof Stadlau)
- 1900: Dorotheum
- 1901–1904: k.u.k. Technische Militärakademie in Mödling

## Bildergalerie

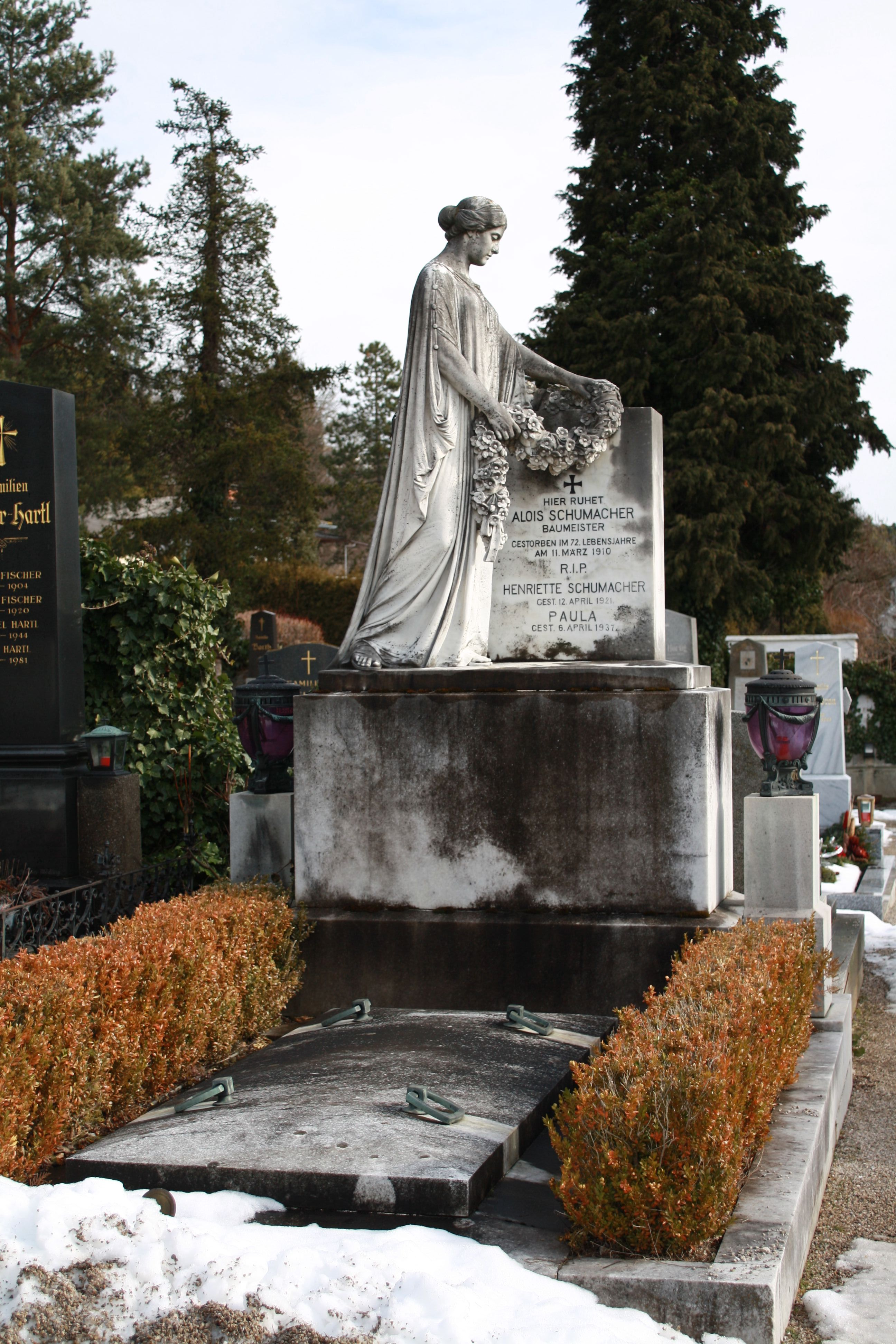
Grab in der Hinterbrühl
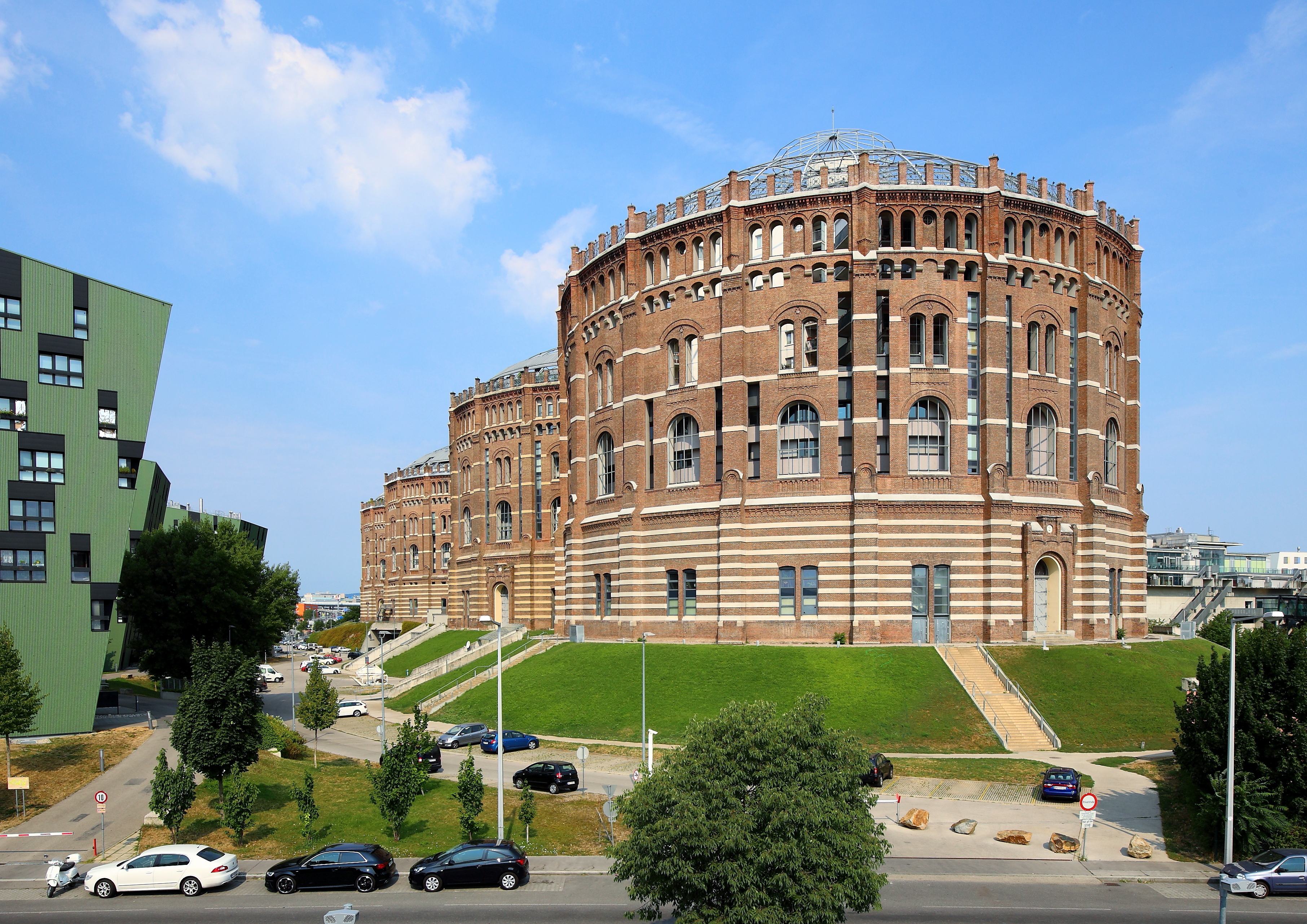
Gasometer in Simmering (1896–1899)
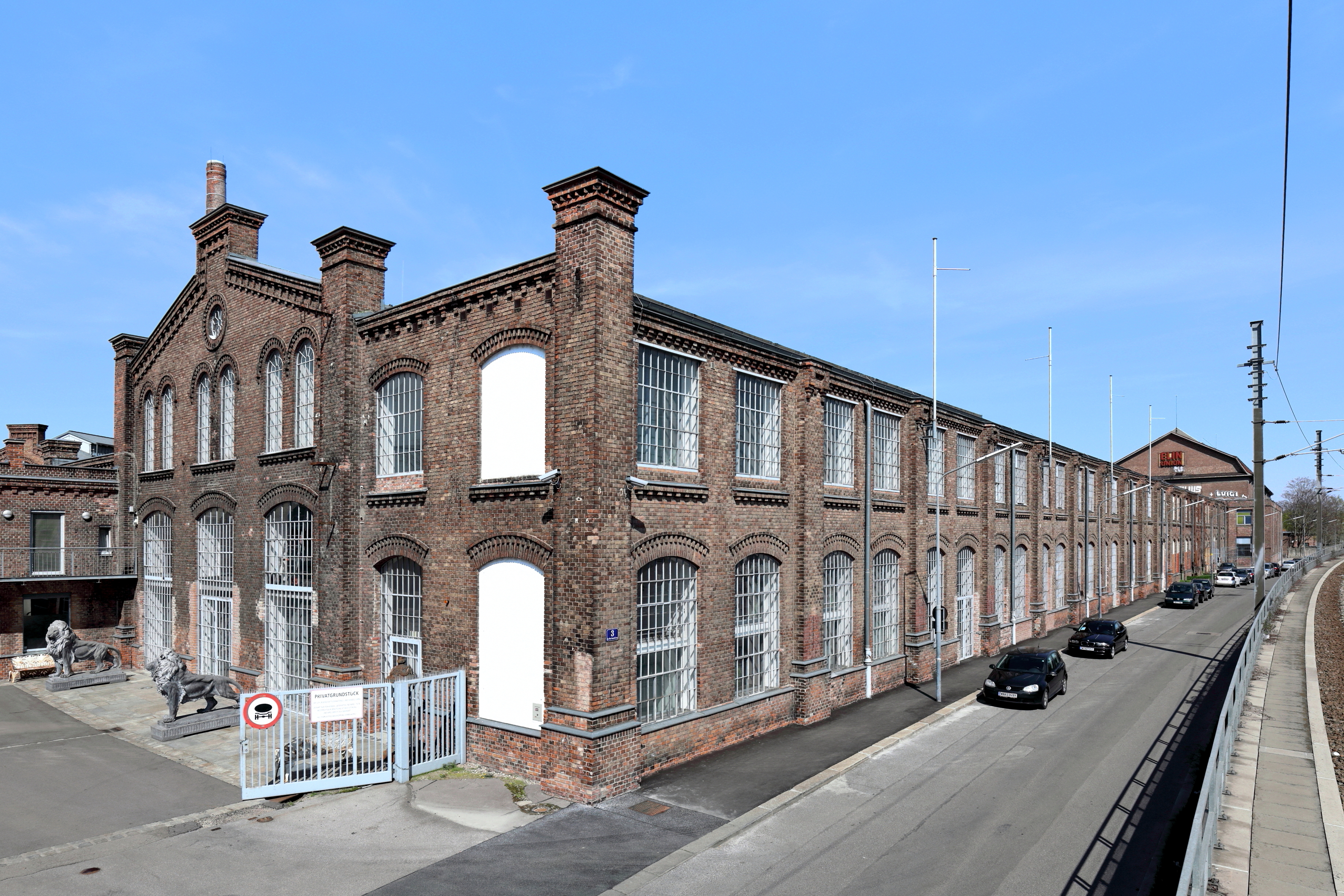
Fabrikshalle in Hirschstetten (1899)
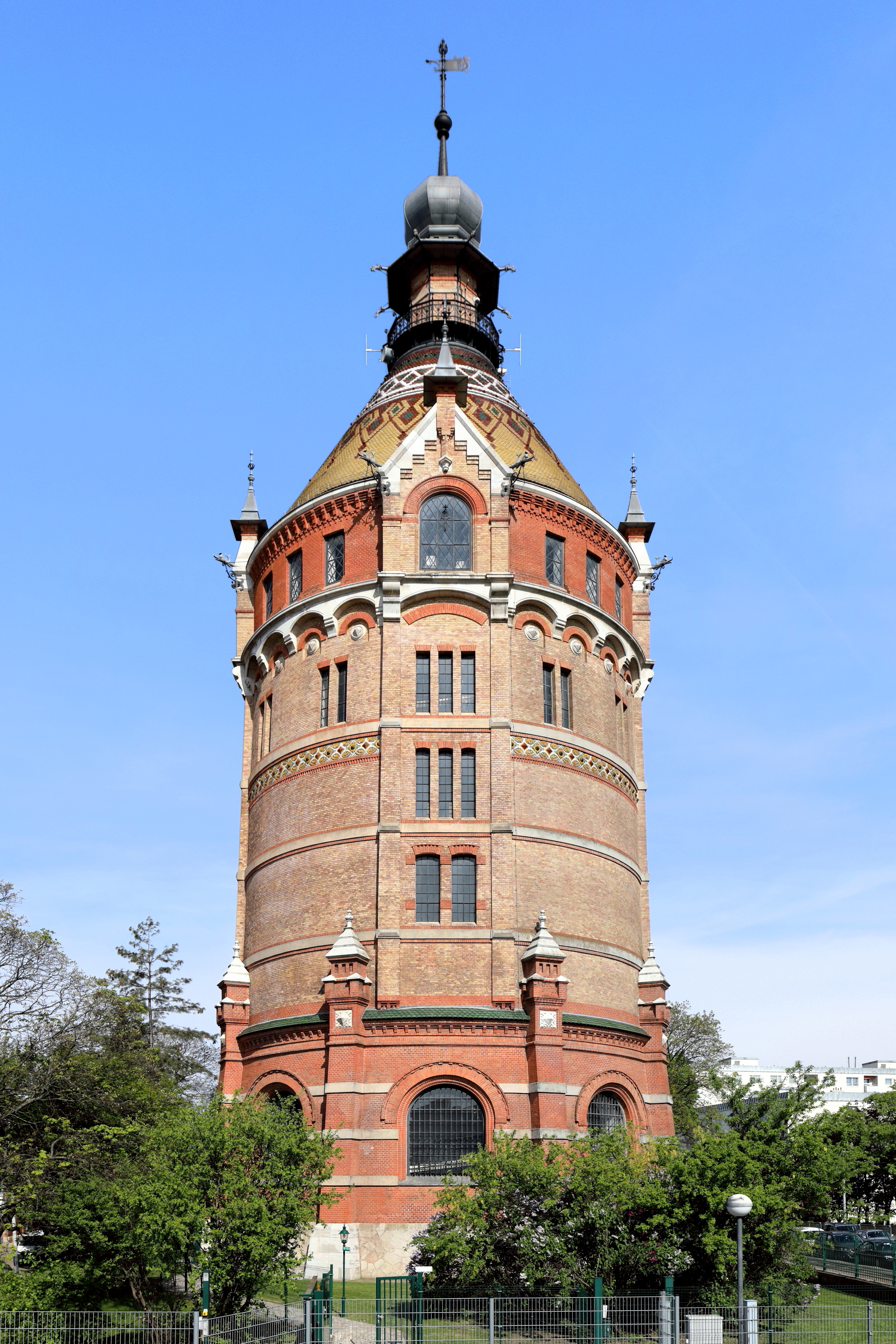
Wasserturm in Favoriten (1898–1899)

## Auszeichnungen
- 1901 wurde er Ritter des Franz-Joseph-Ordens